# Laukuva

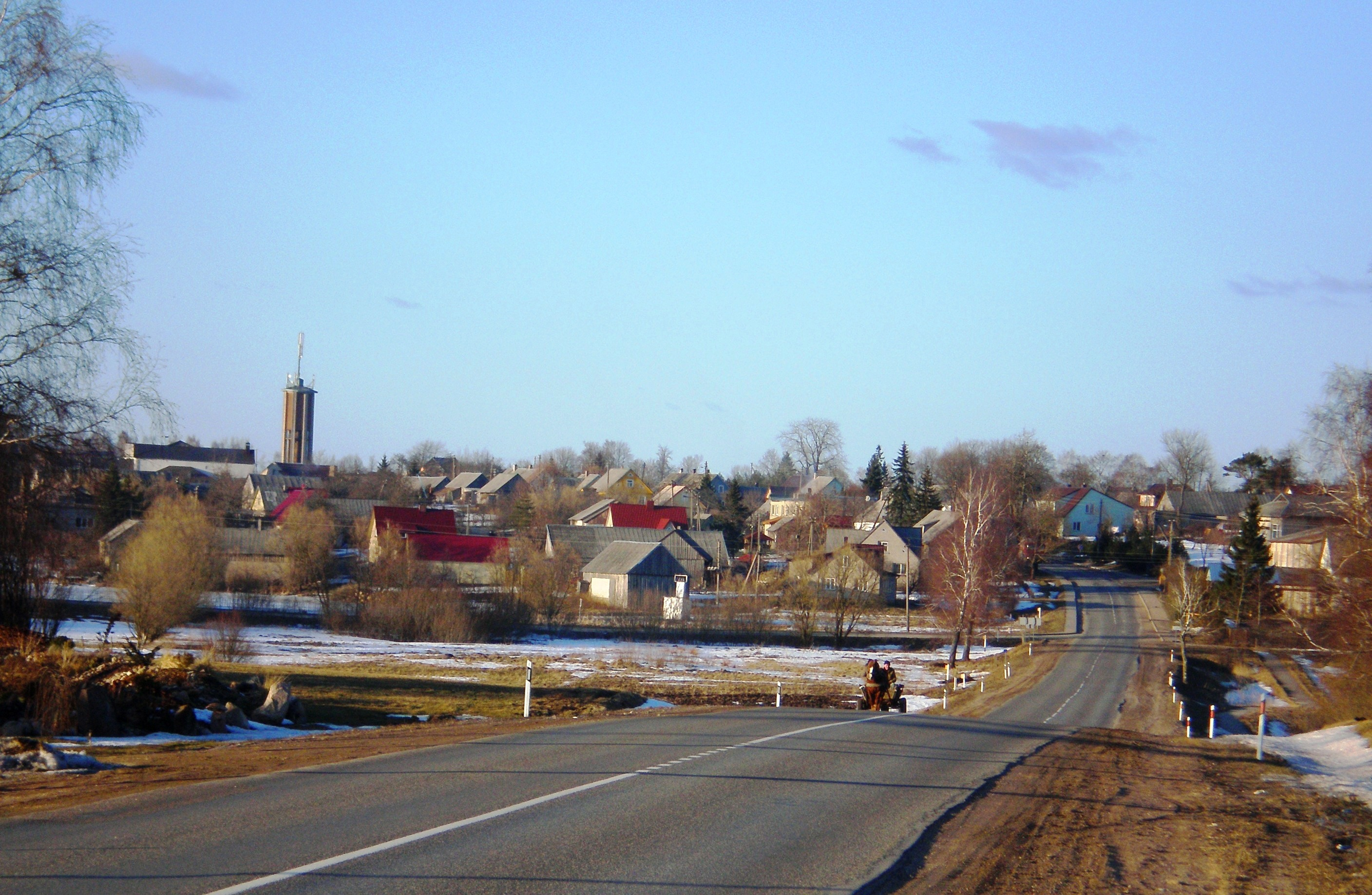

Laukuva es una población en el municipio de Šilalė, provincia de Taurage, Lituania. Según el 2001 censo, la ciudad tenía una población de 998 personas.